# تیبو کولار
تیبو کولار (فرانسوی: Thibault Colard‎؛ زادهٔ ۱۳ ژانویهٔ ۱۹۹۲) قایقران روئینگ اهل فرانسه است.
وی در مسابقات کشوری و بین‌المللی در مجموع برندهٔ ۱ مدال برنز شده‌است.